# Palaeoheterodonta
Los paleoheterodontos (Palaeoheterodonta) son una subclase de moluscos bivalvos. Contiene los órdenes existentes Unionoida y Trigoniida. Apareció por primera vez en el Cámbrico Medio.

## Características
Son exclusivos de agua dulce. Conchas prismático-nacaradas aragoníticas. Tienen las dos valvas de la concha de igual tamaño y forma (equivalvos), pero con los dientes de bisagra en una sola fila, en lugar de separarse en dos grupos, como en los heterodontos; tienen un número pequeño de dientes que divergen desde el umbo (vértice de las valvas). El ligamento es externo, opistodetico (posterior a los umbos) o anfidetico (se extiende en la parte anterior y posterior de los umbos dejándolos a ellos en una posición central) y paravincular (cilíndrico, externo al margen dorsal de la concha).

## Taxonomía de 2010
En 2010 una nueva propuesta de sistema de clasificación de los bivalvos fue publicada por Bieler, Carter & Coan. En ella se revisa la clasificación de la clase Bivalvia, incluida la subclase Paleoheterodonta.  Superfamilias y familias son enumeradas por Bieler et al.  La † indica familias y superfamilias extintas.
Subclase: Palaeoheterodonta

### Orden:Trigoniida[4]
- Superfamilia †Megatrigonioidea Van Hoepen, 1929
  - Familia †Iotrigoniidae Savelive, 1958
  - Familia †Megatrigoniidae Van Hoepen, 1929
  - Familia †Pterotrigoniidae Van Hoepen, 1929
- Superfamilia †Myophorelloidea Kobayashi, 1954
  - Familia †Buchotrigoniidae Leanza, 1993</small
  - Familia †Laevitrigoniidae Savelive, 1958
  - Familia †Myophorellidae Kobayashi, 1954
  - Familia †Rutitrigoniidae Van Hoepen, 1929
- Superfamilia Trigonioidea Lamarck, 1819
  - Familia †Eoschizodidae Newell & Boyd, 1975
  - Familia †Groeberellidae Pérez, Reyes, & Danborenea 1995
  - Familia †Myophoriidae Bronn, 1849
  - Familia †Prosogyrotrigoniidae Kobayashi, 1954
  - Familia †Scaphellinidae Newell & Ciriacks, 1962
  - Familia †Schizodidae Newell & Boyd, 1975
  - Familia Trigoniidae Lamarck, 1819
- Superfamilia †Trigonodoidea Modell, 1942
  - Familia †Trigonodidae Modell, 1942

### Orden:Unionoida[5]
- Superfamilia Etherioidea Deshayes, 1832
  - Familia Etheriidae Deshayes, 1832
  - Familia Iridinidae Swainson, 1840
  - Familia Mycetopodidae Gray, 1840
- Superfamilia Hyrioidea Swainson, 1840
  - Familia Hyriidae Swainson, 1840
- Superfamilia †Silesunionoidea Skawina & Dzik, 2011
  - Familia †Silesunionidae Skawina & Dzik, 2011
  - Familia †Unionellidae Skawina & Dzik, 2011
- Superfamilia Unionoidea Rafinesque, 1820
  - Familia †Liaoningiidae Yu & Dong, 1993
  - Familia Margaritiferidae Henderson, 1929
  - Familia †Sancticarolitidae Simone & Mezzalira, 1997
  - Familia Unionidae Rafinesque, 1820